# Krummi (bergstopp)
Krummi är en bergstopp i republiken Island. Den ligger i regionen Norðurland eystra, 230 km nordost om huvudstaden Reykjavík. Toppen på Krummi är 1 150 meter över havet.
Trakten runt Krummi är nära nog obefolkad, med mindre än två invånare per kvadratkilometer. Närmaste större samhälle är Akureyri, omkring 12 kilometer nordost om Krummi. Trakten runt Krummi består i huvudsak av gräsmarker.